# Angadigere, Turuvekere
Angadigere là một làng thuộc tehsil Turuvekere, huyện Tumkur, bang Karnataka, Ấn Độ.